# 北马通伊斯
北马通伊斯是巴西马拉尼昂州的一个市镇。总面积781.963平方公里，总人口10589人，人口密度13.5人/平方公里。